# Alpenverein Vorarlberg
Der Alpenverein Vorarlberg ist eine Sektion des Österreichischen Alpenvereins. Sie wurde am 1. Dezember 1869 in Feldkirch gegründet und ist aktuell einer der größten Sportvereine in Österreich.

## Die 15 Alpenvereinsbezirke des Alpenverein Vorarlberg
Rund 29.500 Mitglieder und 700 ehrenamtliche Funktionäre sind in den 15 Alpenvereinsbezirken angesiedelt. Jedes Mitglied kann frei wählen, welchem Alpenvereinsbezirk es angehören möchte. Die Vorstände der jeweiligen Alpenvereinsbezirke bilden die Generalversammlung des Alpenverein Vorarlbergs.
Die Alpenvereinsbezirke bieten den Mitgliedern vielseitige Touren- und Veranstaltungsprogramme sowie Aus- und Weiterbildungen an.
| Bezirk Bludenz        | Bezirk Feldkirch      | Bezirk Dornbirn      | Bezirk Bregenz         |
| --------------------- | --------------------- | -------------------- | ---------------------- |
| Alpenverein Montafon  | Alpenverein Feldkirch | Alpenverein Hohenems | Alpenverein Wolfurt    |
| Alpenverein Bludenz   | Alpenverein Rankweil  | Alpenverein Lustenau | Alpenverein Bregenz    |
| Alpenverein Blumenegg | Alpenverein Götzis    | Alpenverein Dornbirn | Alpenverein Vorderwald |
| Alpenverein Nenzing   | ―                     | ―                    | Alpenverein Egg        |
| ―                     | ―                     | ―                    | Alpenverein Hinterwald |

## Hütten
Bregenzerwaldgebirge
- Firsthütte 1300 m ü. A.
- Freschenhaus 1846 m ü. A.
- Hochälpelehütte 1460 m ü. A.
- Lustenauer Hütte 1250 m ü. A.
- Schnepfegg Selbstversorgerhütte 885 m ü. A.

Lechquellengebirge
- Fraßenhütte 1725 m ü. A.

Rätikon
- Heinrich-Hueter-Hütte 1766 m ü. A.
- Sarotlahütte 1611 m ü. A.
- Tilisunahütte 2211 m ü. A.
- Totalphütte 2385 m ü. A.
- Valscherinahütte 1462 m ü. A. (nur im Sommer an Wochenenden bewartet, sonst Selbstversorger)[4]

### Ehemalige Hütten
- Douglasshütte 1979 m ü. A.
- Madlenerhaus 1986 m ü. A.

## Bekannte Mitglieder
- John Sholto Douglass of Tilliquihuilly
- Walther Flaig
- Siegfried Fussenegger
- Andreas Madlener